# Autoportret z żółtym Chrystusem
Autoportret z żółtym Chrystusem (fr. Portrait de l’artiste au Christ jaune lub Autoportrait au Christ jaune) – obraz olejny namalowany w latach 1890–1891 przez francuskiego malarza Paula Gauguina podczas jego pobytu w Pont-Aven.

## Opis i interpretacja
Obraz ukazuje popiersie artysty. Jego wzrok jest skierowany w oczy widza. Z tyłu, z lewej strony wisi Chrystus, z prawej natomiast widać dzbanek na tytoń z “peruwiańskim” obliczem artysty, rzeźbę, którą Gauguin wykonał dla Émile’a Schuffeneckera. W ten sposób obraz dzieli się na dwie sfery: po jednej jego stronie ukazane jest męczeństwo i ofiara (sprawy duchowe), po drugiej – ludzkie namiętności (sprawy ziemskie).
Wzorem dla monumentalnego krucyfiksu umieszczonego w tle obrazu “Autoportret z żółtym Chrystusem” był krzyż, który Gauguin widział w małym kościołku w wiosce Tremalo nieopodal Pont-Aven. Jako symbol prostej wiary i przedmiot wykonany ludzką ręką krzyż ten bardzo dobrze pasował do wizualnego świata artysty. Na autoportrecie stanowi on paralelę pomiędzy artystyczną kreatywnością a Stworzeniem. Obraz Boga umierającego w ludzkiej postaci sugeruje, że artysta też cierpi.
Obrazy o tematyce religijnej, namalowane przez Gauguina w 1889, ukazują jego próbę wzięcia udziału w debacie teologicznej, która zdominowała myślenie w końcu XIX w., a która toczyła się zarówno wokół natury Chrystusa, jak też i wokół zorganizowanej religii. Poprzez umieszczenie siebie na obrazie i przedstawienie jako artysty cierpiącego na podobieństwo Chrystusa, rozwinął Gauguin ukrytą w Żywocie Jezusa Renana tezę przedstawiającą przy pomocy nowoczesnych psychologicznych metod cierpienie Chrystusa jako śmiertelne cierpienie człowieka.
Kiedy Émile Bernard zobaczyl Autoportret z żółtym Chrystusem, oskarżył Gauguina, że ten niewolniczo naśladuje Renana, co było zarzutem chybionym, ponieważ Gauguin w ogóle nie był zainteresowany chrześcijaństwem jako takim, ale też był równie krytyczny wobec świata humanistycznego i materialnego, który niepostrzeżenie zaczął pojawiać się w książkach Renana. Pod tym względem obrazy Gauguina są bardziej religijne, niż późniejsze studia Bernarda ze świętymi i scenami biblijnymi. Gauguin usiłował stworzyć sztukę duchową, która obowiązywałaby w świecie bez wiary i w tym celu był gotów czerpać materiał ze wszystkich dostępnych źródeł, również z chrześcijaństwa.
Autoportret z żółtym Chrystusem pomimo swego nieco przeładowanego symbolizmu prezentuje więc dwie różne strony artystycznej osobowości twórcy. Z jednej strony – miłośnika przyjemności, a z drugiej – poszukiwacza zanikającej duchowości.